# 荏原区
荏原区（えばらく、旧字体：荏原區）は、東京府東京市（後に東京都）にかつて存在した区である。1932年（昭和7年）から1947年（昭和22年）までの期間（35区の時代）に存在した。現在の品川区の西南部。おおむね東急目黒線・東急大井町線・東急池上線の沿線にあたる。
本項では同一区域の前身の自治体である荏原郡平塚村（ひらづかむら）、平塚町（ひらづかまち）、荏原町（えばらまち）についても解説する。

## 概要
古くは孟宗筍の産地として知られていたが、目黒蒲田電鉄、池上電気鉄道の開通と関東大震災後の東京郊外部の住宅地化に伴う人口増加により急速に発展した地域で、住宅地の拡大、第二京浜の建設とともに進んだ機械工業関連の中小企業の進出によって様相は一変した。その影響か第二次世界大戦末期の空襲で大きな被害を受け、区内の7割が焼失し、死者は合計4800人余りに達した。1947年3月15日には隣の品川区と合併し、改めて品川区が設置された。

## 沿革
- 1889年（明治22年）5月1日 - 町村制の施行により、戸越村、下蛇窪村、上蛇窪村、小山村、中延村の全域と、谷山村の一部（残部は大崎村に編入）が合併して平塚村が発足。
- 1926年（大正15年）4月1日 - 平塚村が町制施行して平塚町となる[1]。
- 1927年（昭和2年）7月1日 - 関東各地に複数ある平塚町との混同防止のため、平塚町が改称して荏原町となる[2]。
- 1929年（昭和4年）12月19日 - 大字中延・小山と碑衾町大字碑文谷との境界を変更[3]。
- 1932年（昭和7年）10月1日 - 荏原郡全域が東京市に編入。荏原町は馬込町と合併する案もあったが、結局は合併せずに単独で荏原区となる[4]。尚、このとき編入された5郡82町村の内、合併せずに単独でそのまま区となったのは、北豊島郡滝野川町と同町だけである[5]。
- 1935年（昭和10年）4月1日 - 戸越町の一部を品川区に編入、品川区西大崎四丁目の一部を当区に編入[6]。
- 1944年（昭和19年）11月24日 - 空襲により区内85人死亡[7]。
- 1945年（昭和20年）5月24日・25日 - 空襲により区内286人死亡[7]。
- 1947年（昭和22年）3月15日 - 品川区と荏原区が合併し、新生・品川区が発足。23区では唯一の吸収合併だった。
  - 荏原区役所庁舎は品川区発足後、品川区役所荏原支所として利用されたが、1968年に広町の品川区役所新庁舎竣工・支所統合により閉鎖・解体され、跡地には1970年に品川区立荏原文化センターが建てられている。

## 行政

### 歴代首長
平塚村長
| 代 | 氏名           | 就任                      | 退任                      | 備考     |
| -- | -------------- | ------------------------- | ------------------------- | -------- |
| 1  | 高橋勝蔵       | 1889年（明治22年）        | 1897年（明治30年）5月29日 |          |
| 2  | 石井弥五左衛門 |                           |                           |          |
| 3  | 萩原義知       |                           |                           |          |
| 4  | 松本光之助     | 1903年（明治36年）5月4日  | 1905年（明治38年）12月2日 |          |
| 5  | 山城譲         | 1906年（明治39年）1月23日 | 1906年（明治39年）7月29日 |          |
| 6  | 小池貞一       | 1906年（明治39年）8月2日  | 1909年（明治42年）6月17日 |          |
| 7  | 高橋勝蔵       | 1910年（明治43年）4月21日 | 1926年（大正15年）3月31日 | 町制施行 |

平塚町長
| 代 | 氏名       | 就任                     | 退任                     | 備考           |
| -- | ---------- | ------------------------ | ------------------------ | -------------- |
| 1  | 高橋勝蔵   | 1926年（大正15年）4月1日 | 1927年（昭和2年）3月25日 | 疾病により退任 |
| 2  | 高木亥三郎 | 1927年（昭和2年）4月9日  | 1927年（昭和2年）6月30日 | 町名改称       |

荏原町長
| 代 | 氏名       | 就任                     | 退任                     | 備考                     |
| -- | ---------- | ------------------------ | ------------------------ | ------------------------ |
| 1  | 高木亥三郎 | 1927年（昭和2年）7月1日  | 1930年（昭和5年）7月5日  |                          |
| 2  | 伊藤武七郎 | 1930年（昭和5年）8月28日 | 1932年（昭和7年）5月22日 |                          |
| 3  | 平澤忠七   | 1932年（昭和7年）7月18日 | 1932年（昭和7年）10月1日 | 荏原郡全域が東京市に編入 |

東京市荏原区長
| 代 | 氏名       | 就任                       | 退任                       | 備考             |
| -- | ---------- | -------------------------- | -------------------------- | ---------------- |
| 1  | 増田穆     | 1932年（昭和7年）10月1日   | 1933年（昭和8年）11月2日   |                  |
| 2  | 上田房吉   | 1933年（昭和8年）11月3日   | 1936年（昭和11年）11月10日 |                  |
| 3  | 服部鶴五郎 | 1936年（昭和11年）11月11日 | 1938年（昭和13年）7月30日  |                  |
| 4  | 入江操     | 1938年（昭和13年）8月1日   | 1939年（昭和14年）12月12日 |                  |
| 5  | 戸室康吉   | 1939年（昭和14年）12月13日 | 1940年（昭和15年）7月17日  |                  |
| 6  | 島本正一   | 1940年（昭和15年）7月18日  |                            |                  |
| 7  | 太田利一   | 1943年（昭和18年）7月      |                            |                  |
| 8  | 西谷多喜夫 | 1944年（昭和19年）6月      |                            |                  |
| 9  | 梶原勝衛   | 1945年（昭和20年）10月     | 1947年（昭和22年）3月14日  | 品川区に吸収合併 |

### 財政
関東大震災の後に、震災の復旧事業や、人口増加に伴う施設整備・学校整備などで急激に歳出が増加した。当町の財政難は、馬込町と合併し荏原区となる案の反対運動が、馬込町にて起こるほどであった。
| 年                 | 歳出額      |
| ------------------ | ----------- |
| 1921年（大正10年） | 71,722円    |
| 1922年（大正11年） | 107,625円   |
| 1925年（大正14年） | 388,661円   |
| 1926年（大正15年） | 772,698円   |
| 1927年（昭和02年） | 579,835円   |
| 1928年（昭和03年） | 1,088,928円 |
| 1929年（昭和04年） | 840,372円   |
| 1930年（昭和05年） | 986,087円   |

## 人口
大正時代は、鉄道の発達や関東大震災による東京市からの移住により、荏原郡全体で人口が増えていた。その中でも特に当町村は急増しており、1925年・1930年の人口は、荏原郡の中で1番多かった。
1930年（昭和5年）の昼夜間人口比率は80%台であった。

### 人口推移
天保年間の値は、のちの平塚村となる5村の合計値である。
| 年                 | 人口      | 戸数     | 出典                   |
| ------------------ | --------- | -------- | ---------------------- |
| 天保年間           |           | 418戸    | [ 20 ]                 |
| 1889年（明治22年） | 2,609人   | 473戸    | [ 21 ]                 |
| 1900年（明治33年） | 3,386人   |          | [ 22 ]                 |
| 1905年（明治38年） | 3,653人   |          | [ 22 ]                 |
| 1910年（明治43年） | 3,587人   |          | [ 22 ]                 |
| 1915年（大正04年） | 5,077人   |          | [ 22 ]                 |
| 1920年（大正09年） | 8,522人   | 1,783戸  | 国勢調査               |
| 1925年（大正14年） | 72,256人  | 17,903戸 | 人口：国勢調査、戸数： |
| 1930年（昭和05年） | 132,107人 | 30,433戸 | 人口：国勢調査、戸数： |
| 1935年（昭和10年） | 161,863人 | 34,719戸 | 国勢調査               |
| 1940年（昭和15年） | 188,100人 | 40,871戸 | 国勢調査               |

### 大字別人口
| 戸越     | 小山     | 中延     | 上蛇窪   | 下蛇窪   |
| -------- | -------- | -------- | -------- | -------- |
| 41,980人 | 21,951人 | 36,060人 | 14,601人 | 17,510人 |

## 産業
以下に1920年（大正9年）と1930年（昭和5年）の職業別人口を記す。
| 年     | 農業  | 水産 | 鉱業 | 工業     | 商業     | 交通業  | 公務・自由業 | その他  |
| ------ | ----- | ---- | ---- | -------- | -------- | ------- | ------------ | ------- |
| 1920年 | 835人 | 5人  | 31人 | 1,210人  | 375人    | 220人   | 195人        | 143人   |
| 1930年 | 458人 | 8人  | 39人 | 19,480人 | 12,850人 | 3,359人 | 11,084人     | 1,694人 |

### 農業
- タケノコ[31]
- Togoshi (カトレヤ)[32]
- 戸越（ビワ）[32]

### 商業
- 小山銀座[33]
- 戸越銀座[33]
- 蛇窪銀座[33]

## 交通

### 鉄道
- 目黒蒲田電鉄（→東京横浜電鉄→東京急行電鉄、現東急電鉄）
  - 目黒線（→目蒲線、現目黒線）：武蔵小山駅 - 西小山駅
  - 大井町線：戸越駅（現下神明駅） - 蛇窪駅（現戸越公園駅） - 中延駅 - 荏原町駅 - 東洗足駅（現旗の台駅）
- 池上電気鉄道（→目黒蒲田電鉄→東京横浜電鉄→東京急行電鉄、現東急電鉄）
  - 池上線：戸越銀座駅 - 荏原中延駅 - 旗ヶ岡駅（現旗の台駅）

都営地下鉄浅草線は未開通。また都営地下鉄の戸越駅（都営浅草線）は開業していなかった。

### 道路
平安時代までにはすでに品川道が作られ、東京湾と武蔵国の国府である府中を結ぶ街道になっていた。
- 中原街道[35]
- 新京浜国道

## 名所・旧跡
- 旗岡八幡神社 - 中延字四段田844番地
- 戸越八幡神社 - 戸越字藪清水1015番地
- 三谷八幡神社 - 小山字滝原35番地
- 小山八幡神社 - 小山字池ノ谷523番地
- 蛇窪神社（上神明天祖神社） - 上蛇窪字西耕地313番地
- 下神明天祖神社 - 下蛇窪字下村通680番地
- 荏原金刀比羅神社
- 葛原神社 - 中延字上101番地

- 旗岡八幡神社
- 戸越八幡神社
- 小山八幡神社

## 教育
1931年（昭和6年）6月30日現在。
- 東京府立第八中学校 - 小山字滝原
- 京陽尋常高等小学校 - 戸越字一本杉701番地
- 杜松尋常高等小学校 - 下蛇窪字中谷戸218,224番地
- 延山尋常高等小学校 - 中延字瀬戸原228番地
- 小山尋常小学校 - 小山字三谷耕地209番地
- 大原尋常小学校 - 上蛇窪字大原耕地50番地
- 宮前尋常小学校 - 戸越字宮前1040番地
- 大間窪尋常小学校 - 下蛇窪字大間窪371番地
- 源氏前尋常小学校 - 中延字源氏前788番地
- 後地尋常小学校 - 戸越字道栄窪363番地
- 第二延山尋常小学校 - 中延字屋敷下1030番地
- 京陽商業公民学校
- 延山商業公民学校
- 杜松商業公民学校
- 星製薬商業学校 - 戸越字中原
- 女子文化学院 - 戸越字道栄窪367番地
- 昭和医学専門学校 - 中延字屋敷下1023番地
- 昭和幼稚園 - 下蛇窪字中谷戸261番地
- 戸越幼稚園 - 戸越字藪清水892番地
- 荏原幼稚園 - 上蛇窪字中通耕地265番地
- 洗足幼稚園 - 中延字屋敷下1064番地

## 地域
平塚村当時の地名を記す。荏原区当時の地名は品川区の町名#旧荏原区の町名を参照のこと。大字内の箇条書きは小字の名前を示す。
出典：

### 大字戸越
歴史は戸越を、地名の由来は戸越八幡神社#戸越の名のおこりを参照のこと。
- 鎗ヶ先
荏原町の最北端であり、大字戸越の最西端である。目黒区側に突き出している地形を槍に見立てて名付けられた。現在の小山台二丁目の全域と、小山台一丁目・小山二丁目のそれぞれ一部である。
- 東耕地
地租改正のとき、村の中心から見て東西南北の各耕地の地名が付けられた。現在の豊町一丁目の一部と、隣接している一部地域である。
- 西耕地
現在の荏原三丁目・小山三丁目付近である。
- 南耕地
現在の平塚一・三丁目・戸越三丁目のそれぞれ一部である。
- 北耕地
現在の荏原一丁目・平塚一・二丁目・戸越一丁目のそれぞれ一部である。
- 中原
現在の荏原二丁目のうち、旧中原街道の北側の地域であり、街道名から中原と名付けられた。
- 道栄窪（）
現在の小山二丁目の一部である。
- 一本杉
現在の平塚一・二丁目の一部と、荏原二丁目の1から3番までである。
- 籔清水
現在の戸越一丁目15番・戸越三丁目1番から6番と、平塚一丁目の一部である。
- 宮前
戸越八幡神社の前にあることから名付けられた。現在の戸越四丁目（1・6番を除く）と、豊町一 - 三丁目の一部である。
- 古戸越
現在の豊町二丁目・西品川一丁目のそれぞれ一部である。

このほか、明治末期の地図に「後地」「鴈間」「田向」の字が書かれているものがある。

### 大字下蛇窪
蛇窪の由来には、「壁崩れ（びゃくくずれ）」から「蛇窪（ジャクボ）」となった説、蛇が多く住んでいた説、源平の戦のころ兵を備えたことから「兵備の窪地」となり蛇窪となった説がある。
蛇窪の語は暗い印象を与えるため、東京市編入時に下蛇窪は下神明町に、上蛇窪は上神明町に改称された。
- 大塚原
現在の戸越五丁目（1・2・14・15番を除く）と、戸越六丁目4番から7番のそれぞれ北部である。
- 道上
昔の幹線道路「品川出道（）」より高台にあったことから名付けられた。現在の豊町四丁目の一部と、豊町三丁目のうち豊町四丁目との境界付近の一部である。
- 中谷戸
現在の豊町四丁目の一部と、二葉二丁目1番である。
- 大間窪
「大規模な窪地状の場所」という意味から名付けられた説が有力である。現在の豊町二・三丁目のそれぞれ一部と、二葉一丁目1・2番である。
- 鎧ヶ台
現在の二葉一丁目の一部と、隣接している一部地域である。
- 下村通
現在の二葉一丁目の一部と、大井二丁目のうち二葉一丁目との境界付近の一部である。
- 宮前通
「宮前」は「宮田」「前田」の合成地名である説がある。現在の二葉二丁目の一部である。
- 西ノ下
現在の二葉二・三丁目の一部である。

### 大字上蛇窪
『新編武蔵風土記稿』には「塚田」「前田」「谷中」「関根」「宮前」の字が記載されているが、いずれも明治末期には無くなっている。
- 大原耕地
現在の戸越六丁目の大部分である。
- 谷戸耕地
「谷戸」は集落の意味である説が有力である。現在の豊町五丁目と概ね一致する。
- 中通耕地
中延通りと品川出道の間にあることから名付けられた説が有力である。現在の豊町六丁目である。
- 西耕地
現在の二葉四丁目の一部と西大井六丁目1番である。
- 中前耕地
現在の二葉四丁目の大部分と、西大井六丁目の二葉四丁目との境界付近の一部である。
- 東耕地
大字上蛇窪の最東端に位置する。現在の二葉三丁目の一部である。

### 大字小山
歴史は小山#歴史を参照のこと。
現在の荏原三 - 七丁目・小山三 - 七丁目と概ね一致する。
小字：滝原、三谷、中三谷、平塚、根川原、池ノ谷、南耕地

### 大字中延
歴史・地名の由来は中延#歴史を参照のこと。
- 平塚
現在の荏原四・五丁目のそれぞれ一部であり、大字小山字平塚に隣接していた。
- 上（）
大字中延の中では、立会川の最も上流に位置する。現在の荏原六丁目である。
- 大上（）
他の大字中延とは隣接していない飛地である。現在の小山五丁目付近にある。
- 瀬戸原
明治初期までは「セト原」と記していた。中原街道と中通りにはさまれた狭い所（せまいところ）であることから名付けられた。現在の西中延二・三丁目・旗の台一・二丁目のそれぞれ一部である。
- 矢ノ橋
戦のときに一本の矢がここに落ちたことから名付けられた。現在の中延一・二丁目・西中延一・二丁目のそれぞれ一部である。
- 谷向
地名の由来には複数の説がある。
  - 中延用水の谷筋の向かいにあることから付けられた説。
  - 集落から離れた場所の意味である説。
  - 谷が湿地の意味を持っていたことから、この地が湿地帯であった説。
  - 矢ノ橋の前方にあったことから付けられた説。

現在の中延一・二丁目・東中延一丁目のそれぞれ一部である。
- 東
大字中延で字矢向に次いで東に位置する。現在の東中延二丁目の全域と、戸越六丁目の西部である。
- 牧野
越後長岡藩の大名牧野家の領地であったか、屋敷地があったことから付いた地名。現在の中延三丁目（1番を除く）と、西中延二丁目の南東部、西中延三丁目東部・中延四丁目北部である。
- 源氏前
旗岡八幡神社が源氏に関係あることから名付けられたと言われる。現在の中延四 - 六丁目・豊町六丁目のそれぞれ一部と、二葉四丁目1・2番である。
- 四段田
主に現在の旗の台三丁目の大部分である。
- 清水頭
現在の旗の台二 - 五丁目の一部（旗の台駅周辺）である。
- 屋敷下
旗の台六丁目にある鏑木坂の坂上に[38]中延村の名主鏑木家の屋敷があったことから付いた地名である。
- 大原北
現在の旗の台六丁目（6番から9番と22番を除く）である。
- 旗ノ台
地名の由来は旗の台#歴史を参照のこと。
現在の旗の台五丁目と概ね一致する。
- 向
「旗岡八幡神社から立会川を隔てた（向かい側にある）場所」の意味で名付けられた。現在の旗の台四丁目と概ね一致する。
- 一丁目
現在の中延五・六丁目のそれぞれ一部、西大井六丁目1番の西部、二葉四丁目27番である。